# Skärfrekvens
Skärfrekvens (eng. (gain) crossover frequency), är inom reglertekniken den vinkelfrekvens där absolutbeloppet av amplituden hos ett linjärt system är lika med 1. Denna frekvens är alltså en sorts "brytpunkt" för när ett sådant system ökar, resp. minskar amplituden hos en insignal.